# شعب التات (إيران)
شعب التات هم شعب إيراني يعيشون في شمال إيران، وخاصة في محافظة قزوين.
التات في إيران هم في الغالب مسلمون ويبلغ عددهم حوالي 300 ألف.

## علم أصول الكلمات
ابتداءً من العصور الوسطى، اُستخدَم مصطلح تاتي [الإنجليزية] ليس فقط للقوقاز ولكن أيضًا لشمال غرب إيران، حيث تم تمديده ليشمل جميع اللغات الإيرانية المحلية تقريبًا باستثناء الفارسية والكردية.

## اللغة
يستخدم التات في إيران لغة تاتية (إيران) [الإنجليزية]، وهي مجموعة من اللهجات الإيرانية الشمالية الغربية التي ترتبط ارتباطًا وثيقًا باللغة التاليشية. ويتحدث الناس أيضًا اللغتين الفارسية والأذربيجانية.

## تاتيون بارزون
- علي رضا جهانبخش، لاعب كرة قدم إيراني يلعب لصالح إيران وفينورد

## طالع أيضًا
- شعب التات (القوقاز)
- لغة تاتية (إيران) [الإنجليزية]
- لغة التات (القوقاز)
- تاريخ شعب التات

## روابط خارجية
- عينة من اللغة الجوزارخانية